# Microweiseinae
Microweiseinae (лат.) — подсемейство жуков из семейства божьих коровок. Около 150 видов. Встречаются всесветно (главным образом, в тропиках и субтропиках, кроме Новой Зеландии). В ископаемом состоянии известно из балтийского янтаря.

## Описание
Мелкие жуки, длина менее 4 мм. Голова часто спрятана под переднеспинкой или в протораксе, окраска малозаметная. Усики прикрепляются перед глазами и часто немного отдалены от них. Фронтоклипеус хорошо развит вокруг мест прикрепления усиков. Лабиум и максиллы сильно вытянутые. У представителей трибы Carinodulini нет крыльев и редуцированы глаза, жвалы двузубчаты на вершине (у других триб однозубчаты). Усики 8—11 члениковые.
Имеют значение для борьбы с вредителями сельского хозяйства. Например, Serangiini (виды родов Serangium и Delphastus) хорошо известные хищники белокрылок Bemisia spp. (Aleyrodidae), и используются в оранжереях и теплицах. Microweiseini и Sukunahikonini зарегистрированы в качестве хищников различных червецов и щитовок.

## Систематика
23 рода и около 150 видов. Ранее рода этой группы включали в состав подсемейства Sticholotidinae. Внешне эти жуки скорее напоминают некоторых представителей из семейств плеснеедов (Endomychidae) (например, Anamorphinae и Mycetaeinae) и гнилевиков (Corylophidae), чем настоящих божьих коровок. В результате ревизии и филогенетического анализа признаков была доказана монофилия Microweiseinae и входящих в него триб Carinodulini, Serangiini и Microweiseini (включая Sukunahikonini).
- Триба Carinodulini Gordon et al., 1989[4]
  - Carinodula Gordon et al., 1989 — Южная Америка, Центральная Америка[4]
  - Carinodulina Ślipiński & Jadwiszczak, 1995 — Индия, Заир, Таиланд[5]
  - Carinodulinka Ślipiński & Tomaszewska, 2002 — Мексика, США[6]
- Триба Serangiini Pope, 1962
  - Serangium Blackburn, 1889 — Австралия, Азия, Африка
    - =Catanella

  - Delphastus Casey, 1899 — Новый Свет (D. amazonensis)
  - Serangiella Chapin, 1940 — тропическая Азия, Япония
- Триба Microweiseini Leng, 1920 (= Sukunahikonini Kamiya, 1960) — Новый Свет, Палеарктика, Африка, Австралия
  - Paracoelopterus Normand, 1936
  - Microfreudea Fürsh, 1985
  - Hong Ślipiński, 2007 — Австралия
  - Cathedrana Escalona & Ślipiński, 2012[1]
  - Gordoneus Escalona & Ślipiński, 2012[1]
  - Coccidophilus Brèthes, 1905 (C. occidentalis)
  - Microweisea Cockerell, 1903
    - = ** Gnathoweisea Gordon, 1970

  - Microcapillata Gordon, 1977
  - Stictospilus Brèthes, 1925
  - Parasidis Brèthes, 1915
  - Nipus Casey, 1899
  - Allenius Escalona & Ślipiński, 2012[1]
  - Paraphellus Chazeau, 1981
  - Pharellus Sicard, 1928
  - Scymnomorphus Weise, 1897 (S. colombianus, S. perpusillus)
    - = Orculus Sicard, 1931
    - = Hikonasukuna Sasaji, 1967